# David Gleirscher
David Gleirscher (Hall in Tirol, 23 de julio de 1994) es un deportista austríaco que compite en luge en la modalidad individual, campeón olímpico en Pyeongchang 2018 y dos veces campeón mundial.
Participó en dos Juegos Olímpicos de Invierno, en los años 2018 y 2022, obteniendo dos medallas en Pyeongchang 2018, oro en la prueba individual y bronce por equipo.
Ganó siete medallas en el Campeonato Mundial de Luge entre los años 2020 y 2025, y una medalla de oro en el Campeonato Europeo de Luge de 2020.
Es hijo del piloto de luge Gerhard Gleirscher, y su hermano Nico compite en el mismo deporte.

## Trayectoria deportiva
En los Juegos Olímpicos de Pyeongchang 2018 ganó la medalla de oro en la prueba individual con un tiempo de 3:10,702 min, por delante del estadounidense Chris Mazdzer y el alemán Johannes Ludwig. Además, obtuvo la medalla de bronce en la prueba de relevos mixtos (junto con Madeleine Egle, Peter Penz y Georg Fischler).
En los Juegos Olímpicos de Pekín 2022 no pudo revalidar el título individual, ya que finalizó en la decimoquinta posición.

## Palmarés internacional
| Juegos Olímpicos   | Juegos Olímpicos            | Juegos Olímpicos  | Juegos Olímpicos       |
| Año                | Lugar                       | Medalla           | Prueba                 |
| ------------------ | --------------------------- | ----------------- | ---------------------- |
| 2018               | Pyeongchang (Corea del Sur) | Medalla de oro    | Individual             |
| 2018               | Pyeongchang (Corea del Sur) | Medalla de bronce | Equipo                 |
| Campeonato Mundial |                             |                   |                        |
| Año                | Lugar                       | Medalla           | Prueba                 |
| 2020               | Sochi (Rusia)               | Medalla de plata  | Individual (velocidad) |
| 2021               | Königssee (Alemania)        | Medalla de oro    | Equipo                 |
| 2021               | Königssee (Alemania)        | Medalla de bronce | Individual             |
| 2021               | Königssee (Alemania)        | Medalla de bronce | Individual (velocidad) |
| 2023               | Oberhof (Alemania)          | Medalla de bronce | Individual             |
| 2024               | Altenberg (Alemania)        | Medalla de oro    | Individual (velocidad) |
| 2025               | Whistler (Canadá)           | Medalla de bronce | Individual mixto       |
| Campeonato Europeo |                             |                   |                        |
| Año                | Lugar                       | Medalla           | Prueba                 |
| 2020               | Oberhof (Alemania)          | Medalla de oro    | Equipo                 |